# Шушино
Шушино (до 1948 года Каллиола, Хюннинен, Оваска, фин. Kalliola, Hynninen, Ovaska) — посёлок в  Севастьяновском сельском поселении Приозерского района Ленинградской области.

## Название
Топоним Каллиола в переводе означает «Скальное».
Зимой 1948 года по решению исполкома Каукольского сельсовета деревне Каллиола было выбрано новое наименование — Дуброво, но вскоре деревню переименовали в "Шушино", обосновав решение: «в память Героя Советского Союза ефрейтора Шушина». Иван Фёдорович Шушин — Герой Советского Союза, 1924 года рождения, погибший в 1943 году близ посёлка Мга. Переименование было закреплено указом Президиума ВС РСФСР от 13 января 1949 года.

## История
До 1939 года деревня Каллиола входила в состав волости Каукола Выборгской губернии Финляндской республики. 
С 1 января 1940 года в составе Карело-Финской ССР.
С 1 августа 1941 года по 31 июля 1944 года финская оккупация.
С 1 ноября 1944 года в составе Липольского сельсовета Кексгольмского района.
С 1 октября 1948 года в составе Степанянского сельсовета Приозерского района.
С 1 января 1949 года учитывается как деревня Шушино. В ходе укрупнения хозяйства к деревне были присоединены соседние селения: Хёкянкюля, Суксиниеми, Рантола, Тойвола, Ниемеля, Ояла, Путила, Сакеала, Тапиола, Каукола, Лиинама, Куокканиеми, Миккола, Хюннинен, Оваска.
С 1 июня 1954 года в составе Богатырёвского сельсовета.
С 1 февраля 1963 года — в составе Выборгского района.
С 1 января 1965 года — вновь в составе Приозерского района. В 1965 году деревня насчитывала 161 жителя. 
По данным 1966, 1973 и 1990 годов посёлок Шушино входил в состав Богатырёвского сельсовета.
В 1997 году в посёлке Шушино Богатырёвской волости проживали 17 человек, в 2002 году — 48 человек (русские — 96 %).
В 2007 году в посёлке Шушино Севастьяновского СП проживали 26 человек, в 2010 году — проживали 22 человекf.

## География
Посёлок расположен в северной части района на автодороге 41К-754 (подъезд к пос. Шушино), к северу от автодороги 41К-153 (Сапёрное — Кузнечное).
Расстояние до административного центра поселения — 3 км.
Расстояние до ближайшей железнодорожной станции Кузнечное — 14 км. 
Посёлок находится на северном берегу Шушинского озера.

## Демография
| 2007 | 2010 | 2017 |
| ---- | ---- | ---- |
| 26   | ↘22  | ↘21  |

## Фото
- Посёлок Шушино. 2020 год

## Улицы
Береговая, Лесная, Луговая, Тихая, Центральная.